# نيسك أباد (سردشت)
نيسك أباد هي قرية في مقاطعة سردشت، إيران. عدد سكان هذه القرية هو 261 في سنة 2006.